# Гаванська церковна провінція
Гава́нська церко́вна прові́нція (лат. Provincia ecclesiastica Avanensis) — провінція Католицької церкви на Кубі, з центром у місті Гавана. Заснована 1925 року. Охоплює терени Західної Куби. До складу провінції входить Гаванська архідіоцезія та її суфраганні діоцезії — Матансаська і Пінар-дель-Ріоська. 

## Склад
- Гаванська архідіоцезія
- Матансаська діоцезія
- Пінар-дель-Ріоська діоцезія